# セントラル・ワイオミング・カレッジ
セントラル・ワイオミング・カレッジ（Central Wyoming College）は、アメリカ合衆国ワイオミング州のリバートンにある2年制の公立コミュニティーカレッジである。1966年設立。このカレッジは女性生徒の比率が高い。